# Keijo!!!!!!!!
Keijo!!!!!!!! (競女 !!!!!!!!?, lit. Mujer competitiva) es un manga de deportes escrito e ilustrado por Daichi Sorayomi. El manga fue publicado en la revista Weekly Shōnen Sunday de la editora Shogakukan desde el 24 de julio de 2013 hasta el 25 de abril de 2017, siendo recopilado hasta la fecha en 18 volúmenes tankōbon para julio de 2017. Una adaptación a anime producida por el estudio XEBEC se transmitió desde el 6 de octubre hasta el 22 de diciembre de 2016.

## Argumento
La historia se centra en un deporte femenino ficticio conocido como Keijo, en el cual las participantes luchan entre sí sobre plataformas flotantes usando únicamente sus pechos y traseros. La participante que derribe a su oponente de la plataforma es la ganadora del combate. Nozomi Kaminashi es una joven gimnasta que ingresa a una escuela de Keijo con la esperanza de convertirse en la jugadora de Keijo más rica de Japón. 

## Personajes
Nozomi Kaminashi (神無 のぞみ  Kaminashi Nozomi?)
Seiyū: Lynn
Nozomi es una chica enérgica y alegre que aspira a convertirse en la jugadora de Keijo más rica de Japón con el fin de sacar a ella y a sus hermanos de la pobreza. Como ex-gimnasta, Nozomi es muy atlética y utiliza sus habilidades de gimnasia para moverse rápidamente por la Tierra firme (área de batalla de Keijo) con facilidad. Su estilo de lucha es una mezcla de estilo de Infighter y Outfighter debido a su agilidad y poder. Su ataque principal es el "cañón del extremo del vacío" que puede dejar a sus oponentes sin sus trajes de baño.
Sayaka Miyata (宮田 さやか Miyata Sayaka?)
Seiyū: M.A.O
Es la mejor amiga de Nozomi y una excampeona de judo. Es rápida, fuerte y se considera como una de las nuevas reclutas más prometedoras. Más tarde, se considera la más rápida en el oeste de Japón. Su estilo de lucha es Outfighter en el que utiliza su velocidad combinada con sus habilidades de judo.
Kazane Aoba (青葉 風音 Aoba Kazane?)
Seiyū: Kaede Hondo
Es inicialmente una joven tranquila y autoconsciente sobre su dialecto de Hiroshima. Su cola de caballo se mueve en reacción cuando se dirige a alguien o cuando siente emociones. Ella afirma que su mano derecha es muy sensible y es capaz de determinar e incluso copiar las habilidades de sus oponentes al sentir sus traseros, una habilidad que ella llama Mano de Escaneo. Además, es una gran estratega y es capaz de usar las habilidades que copia para complementar esto como la situación lo exige. Su estilo de lucha es Outfighter.
Non Toyoguchi (豊口 のん Toyoguchi Non?)
Seiyū: Saori Ōnishi
Es una chica muy torpe y regordeta, su especialidad es que, debido a su suavidad, suele repeler y hacer rebotar los ataques enemigos. Es considerada una Counter.
Hanabi Kawai (河合花火 Kawai Hanabi?)
Seiyū: Rena Maeda
Mio Kusakai (日下生美桜 Kusakai Mio?)
Seiyū: Hibiku Yamamura
Rin Rikudō (六堂 鈴 Rikudō Suzu?)
Seiyū: Rie Takahashi
Yūko Ōshima (大島 優子 Ōshima Yūko?)
Seiyū: Misa Kayama
Nagisa Ujibe (氏部 凪 Ujibe Nagisa?)
Seiyū: Mabuki Andō
Miku Kobayakawa (小早川 未来 Kobayakawa Miku?)
Seiyū: Yōko Hikasa
Hitomi Hokuto (北斗 瞳 Hokuto Hitomi?)
Seiyū: Akiko Kimura
Kotone Fujisaki (藤崎 琴音 Fujisaki Kotone?)
Seiyū: Shizuka Ishigami
Atsuko Yoshida (吉田 敦子 Yoshida Atsuko?)
Seiyū: Natsumi Fujiwara
Kyoko Shirayuki (白雪 京子 Shirayuki Kyoko?)
Seiyū: Masumi Asano

## Medios de comunicación

### Manga
Una serie de manga hecha por Daichi Sorayomi fue serializada en la revista de manga shōnen Weekly Shōnen Sunday de Shogakukan desde el 24 de julio de 2013 hasta el 25 de abril de 2017 y fue compilada en 18 volúmenes tankōbon.

#### Volúmenes
| Núm. | Fecha de publicación     | ISBN                   |
| ---- | ------------------------ | ---------------------- |
| 1    | 18 de noviembre de 2013  | ISBN 978-4-09-124505-2 |
| 2    | 18 de febrero de 2014    | ISBN 978-4-09-124565-6 |
| 3    | 18 de mayo de 2014       | ISBN 978-4-09-124645-5 |
| 4    | 18 de agosto de 2014     | ISBN 978-4-09-125080-3 |
| 5    | 18 de noviembre de 2014  | ISBN 978-4-09-125373-6 |
| 6    | 18 de febrero de 2015    | ISBN 978-4-09-125598-3 |
| 7    | 18 de mayo de 2015       | ISBN 978-4-09-125839-7 |
| 8    | 18 de agosto de 2015     | ISBN 978-4-09-126208-0 |
| 9    | 18 de noviembre de 2015  | ISBN 978-4-09-126487-9 |
| 10   | 18 de febrero de 2016    | ISBN 978-4-09-126777-1 |
| 11   | 18 de mayo de 2016       | ISBN 978-4-09-127137-2 |
| 12   | 16 de septiembre de 2016 | ISBN 978-4-09-127337-6 |
| 13   | 18 de octubre de 2016    | ISBN 978-4-09-127409-0 |
| 14   | 16 de diciembre de 2016  | ISBN 978-4-09-127423-6 |
| 15   | 17 de marzo de 2017      | ISBN 978-4-09-127506-6 |
| 16   | 18 de mayo de 2017       | ISBN 978-4-09-127565-3 |
| 17   | 16 de junio de 2017      | ISBN 978-4-09-127580-6 |
| 18   | 18 de julio de 2017      | ISBN 978-4-09-127725-1 |

### Anime
Una adaptación a anime producida por XEBEC, dirigida por Hideya Takahashi, escrita por Takao Kato, con diseño de personajes por Keiya Nakano, y música compuesta por Hayato Matsuo se emitió en las cadenas Tokyo MX y BS11 desde el 6 de octubre hasta el 22 de diciembre de 2016. El opening es "DREAM×SCRAMBLE!" interpretado por AiRI, mientras que el ending es "Fantas/HIP Girlfriends!" interpretado por Lynn (Nozomi Kaminashi), M.A.O (Sayaka Miyata), Kaede Hondo (Kazane Aoba) y Saori Ōnishi (Non Toyoguchi). La serie será publicada en seis volúmenes Blu-ray y DVD conteniendo un total de 12 episodios, y cada volumen incluirá una OVA.

#### Lista de episodios
| #  | Título | Estreno                 |
| -- | --- | ----------------------- |
| 1  | «¡Escuela de entrenamiento de Keijo Setouchi!» «Setouchi Keijo Yōsei Gakkō!!!!» (瀬戸内競女養成学校!!!!)                                   | 6 de octubre de 2016    |
| 2  | «¡El lanzamiento de cadera nos une!» «Danketsu no Hipputosu!!!!» (団結のヒップトス!!!!)                                                    | 13 de octubre de 2016   |
| 3  | «¡Cañón de trasero al vacío!» «Shinkū Retsu Shiri (Shin Kūre Kketsu)!!!!» (真空烈尻（しんくうれっけつ）!!!!)                               | 20 de octubre de 2016   |
| 4  | «¡La batalla por el trasero más rápido!» «Saisoku Kettei-sen (Sa iso Kuketsute Isemasen)!!!!» (最速決定戦（さいそくけつていせません）!!!!) | 27 de octubre de 2016   |
| 5  | «¡Full-Auto Cerberus!» «Jidō Geigeki (Furuōto) Keruberosu!!!!» (自動迎撃（フルオート）ケルベロス!!!!)                                      | 3 de noviembre de 2016  |
| 6  | «¡Seductor viaje a Kioto!» «Miwaku no Kyōto Gasshuku!!!!» (魅惑の京都合宿!!!!)                                                             | 10 de noviembre de 2016 |
| 7  | «¡A dónde llevan los nabos!» «Kabu no Michibiku Saki!!!!» (カブの導く先!!!!)                                                               | 17 de noviembre de 2016 |
| 8  | «¡La guerra del Este y Oeste!» «Haran Hisshi no Tōzai-sen!!!!» (波乱必至の東西戦!!!!)                                                      | 24 de noviembre de 2016 |
| 9  | «¡Líder del gimnasio de la jungla!» «Jangurujomu no Hasha!!!!» (ジャングルジョムの覇者!!!!)                                                | 1 de diciembre de 2016  |
| 10 | «¡La segunda carrera de la guerra del Este y Oeste!» «Tōzai-sen Dai ni Rēsu!!!!» (東西戦第二レース!!!!)                                    | 8 de diciembre de 2016  |
| 11 | «¡El castillo de la batalla final!» «Kessen no Shiro!!!!» (決戦の城!!!!)                                                                   | 15 de diciembre de 2016 |
| 12 | «¡El final de la intensa batalla!» «Nessen Shūketsu!!!!» (熱戦終尻(しゅうけつ)!!!!)                                                        | 22 de diciembre de 2016 |

#### OVAs
| # | Título                                                  | Estreno                 |
| - | ------------------------------------------------------- | ----------------------- |
| 1 | «Trasero de forma 8» «Shiri 8 no Ji» (尻8の字)          | 23 de noviembre de 2016 |
| 2 | «Trasero boipa» «Shiri Boipa» (尻ボイパ)                | 21 de diciembre de 2016 |
| 3 | «Ropa interior de la suerte» «Shōbu Shitagi» (勝負下着) | 25 de enero de 2017     |
| 4 | «Sidra de anguila» «Unagi Saidā» (うなぎサイダー)       | 8 de marzo de 2017      |

### Videojuego
Koei-Tecmo anunció que Dead or Alive Xtreme 3 tendrá una colaboración con Keijo!!!!! incluyendo una colección de trajes de baño pertenecientes a la serie.